# Dodonaea rhombifolia
Dodonaea rhombifolia är en kinesträdsväxtart som beskrevs av N. A. Wakefield. Dodonaea rhombifolia ingår i släktet Dodonaea och familjen kinesträdsväxter. Inga underarter finns listade i Catalogue of Life.